# 비토리아지산투안탕

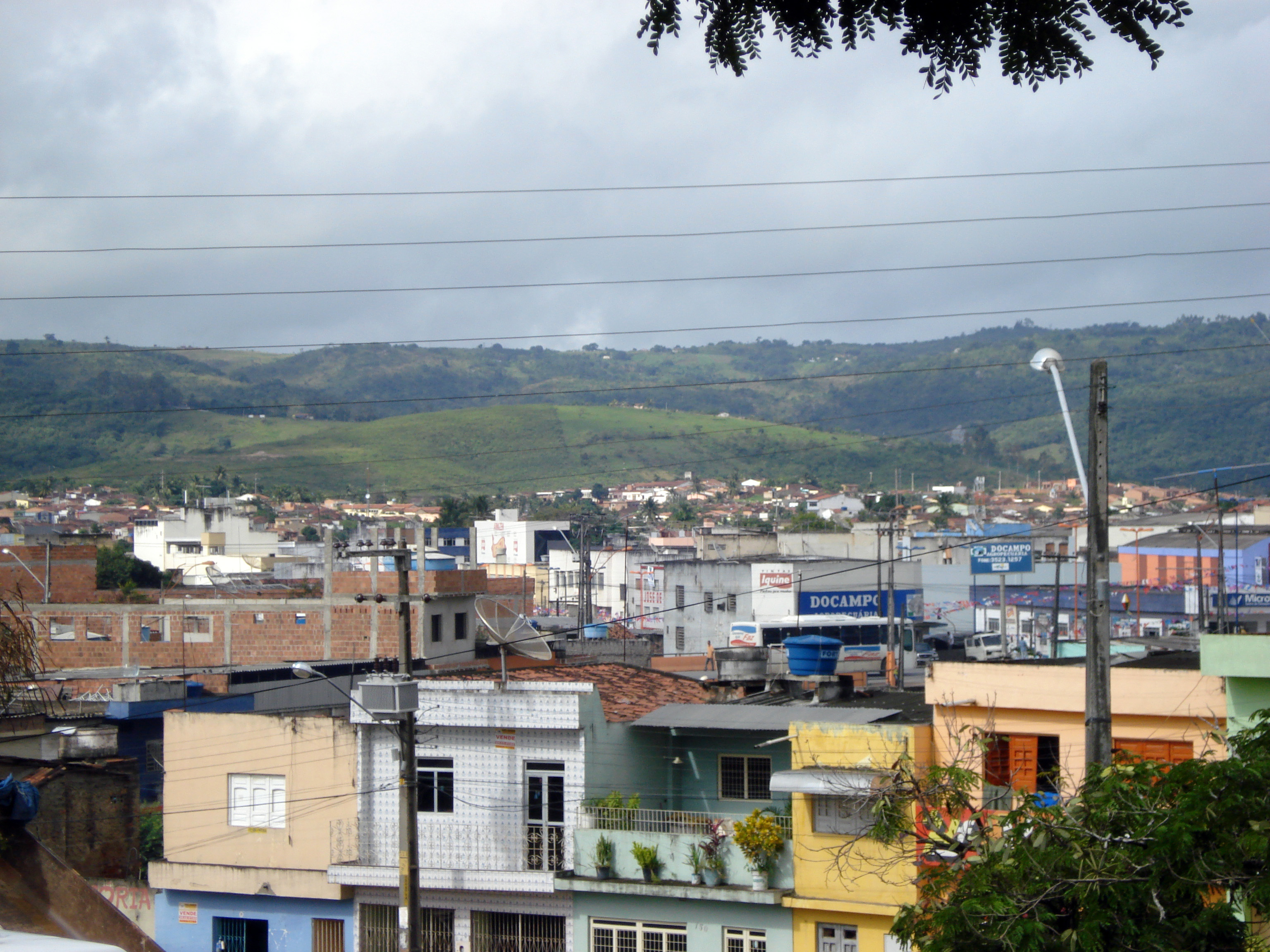

비토리아지산투안탕(포르투갈어: Vitória de Santo Antão)은 브라질 페르남부쿠주의 도시로 면적은 371.8km2, 높이는 156m, 인구는 135,805명(2015년 기준), 인구 밀도는 365.27명/km2이다. 헤시피에서 45km 정도 떨어진 곳에 위치한다.